# 堕落天使 (曲)
「堕落天使」（だらくてんし、英: Fallen Angel）は、キング・クリムゾンが1974年に発売した7枚目のスタジオ・アルバム『レッド』に収録されている楽曲。

## 概要
リチャード・パーマー・ジェイムスによる歌詞はギャングに加わりニューヨークの路上で刺し殺された弟の悲劇を兄が嘆く内容で、ジョン・ウェットンが深い哀愁を込めて歌い上げている。
アメリカの音楽批評サイト、スプートニクミュージックは、本作を「キング・クリムゾンの作品の中で最高のバラードの一つである」と称賛している。
1974年にアルバムで発表されて以来、ライブでは演奏されなかったが、40年以上経った2017年のダブルカルテット期に行われたシカゴ公演でようやくライブ演奏が実現した。
日本の弦楽四重奏団モルゴーア・クァルテットが、弦楽四重奏に編曲しカバーしている。

## 制作
「堕落天使」に使用されるモチーフは、ロバート・フリップが1972年に書いたアルペッジョを主体に、アルバム『太陽と戦慄』（1973年）の制作メンバー5人が制作開始前の1972年10月にブレーメンのズーム・クラブで行ったコンサートで繰り広げたインプロヴィゼーションの一部として演奏された。間奏の一部には、ウェットンが1980年に発表した「ウーマン」のデモ・ヴァージョンの一部が流用された。
レコーディングではチェリストが冒頭にチェロ、マーク・チャリグがコルネット、ロビン・ミラーがオーボエを演奏し、フリップのメロトロンも使用され、メランコリックでありながら奥行きと温かみのあるアンサンブルに仕上げられている。チャリグとミラーはアルバム『リザード』（1970年）と『アイランズ』（1971年）に続いて、ゲストとして参加した。
キング・クリムゾンのスタジオ・アルバムの収録曲の中で、フリップがアコースティック・ギターを演奏した最後の楽曲になった。ミニ・アルバム『しょうがない』（2002年）の収録曲「アイズ・ワイド・オープン」のアコースティック・ヴァージョンを除いて、アコースティック・ギターがスタジオ録音に登場するのもこれが最後である。

## パーソネル
- ジョン・ウェットン - ボーカル、ベース
- ロバート・フリップ - ギター、メロトロン
- ビル・ブルーフォード - ドラムス

ゲスト
- マーク・チャリグ - コルネット
- ロビン・ミラー - オーボエ
- クレジットなし - チェロ